# Blanc de Moming
Il Blanc de Moming (3.661 m s.l.m.) è una montagna della Catena Weisshorn-Zinalrothorn nelle Alpi Pennine. Si trova nel Canton Vallese.

## Caratteristiche
La montagna è collocata a sud di Zinal lungo la cresta che collega il monte Besso con il Zinalrothorn. La cresta che la collega al Zinalrothorn si chiama Arête du Blanc.

## Salita alla vetta
La via normale di salita alla vetta si diparte dalla Cabane du Grand Mountet.